# Robert Klatt
Robert Jerzy Klatt (ur. 6 października 1972 w Sochaczewie) – polski muzyk, współtwórca zespołu disco polo Classic, przedsiębiorca.

## Życiorys
W 1993 założył disco polowy zespół Classic, którego jest liderem, drugim wokalistą i autorem piosenek. Prowadził program Szczęśliwa ósemka Polsat 2) i Power Play w Polo TV, a od marca 2009 prowadzi magazyn muzyczny Disco Polo Live (iTV/Polo TV).
W 1996 założył firmę World Media, która zajmuje się produkcją koncertów i programów telewizyjnych. Jest pomysłodawcą, organizatorem, producentem i dyrektorem artystycznym Ogólnopolskiego Festiwalu Muzyki Tanecznej oraz organizatorem i producentem festiwalu „Wielkie Pożegnanie Lata w Iłowie”. Był scenarzystą i pomysłodawcą teleturnieju Na zawsze razem (Polsat), producentem programu Muzyczna winda (Polsat) i magazynu muzycznego Muza.pl (TV4) oraz współproducentem programu Kuźnia talentów (TVP3). Wyprodukował festiwale i koncerty telewizyjne, m.in. festiwal „Disco pod żaglami” w Mrągowie (2013), Top Łódź Festiwal (2015–2016), festiwalu „Disco pod gwiazdami”, Festiwal Weselnych Przebojów w Mrągowie, „Wielkie kolędowanie” w Ostrej Bramie (2019) i koncert „Za zdrowie pań” (2020). Był jurorem w konkursach piękności: Miss Intercontinental 2008 i Miss Polski USA 2009.
Producent wydarzeń sportowych: Bicie Rekordu Guinnessa w odbijaniu piłką do kosza, Mistrzostwa Świata w Hokeju, Strefy kibica Euro 2012, Mecz Gwiazd (Wrocław 2008). Pomysłodawca cyklu wydarzeń „Ocalić od Zapomnienia” produkowanych dla Polsatu. Organizator cyklu koncertów „Tornister Pełen Uśmiechu” dla Fundacji Caritas i TVP. Pomysłodawca i scenarzysta koncertu „Cała Polska śpiewa dla JP2” (2022) i cyklu koncertów „Polskie Kościoły na obczyźnie — Wielkie kolędowanie” (2019, 2021–2022) dla TVP. Scenarzysta i producent koncertu z okazji 100. rocznicy urodzin Krzysztofa Kamila Baczyńskiego w Muzeum Powstania Warszawskiego. Organizator koncertu „Nie zmarnujcie niepodległości” (2022) z okazji 104. rocznicy wybuchu powstania wielkopolskiego. Pomysłodawca koncertów „Chwała Ukrainie” (2022) i „Stay with Ukraine” (2023). Pomysłodawca cyklu koncertów „Cud życia” (Andrea Bocelli w 2021, José Carreras w 2022). Producent gali rozdania Nagrody Radia Zet im. Andrzeja Woyciechowskiego. Producent gali muzycznej „French Touch” (2021–2023) oraz koncertów w ramach Światowych Dni Młodzieży w Krakowie i Lizbonie, a także Festiwalu Psalmów Dawidowych dla Polsatu. 
Producent telewizyjnych koncertów: „Pamiętam ciebie z tamtych lat” (2021) ku pamięci Krzysztofa Krawczyka oraz „Motylem jestem” (2022) w hołdzie Irenie Jarockiej.

## Filmografia
- 2015: Disco polo jako Mario[9][10]
- 2019: Miszmasz, czyli kogel-mogel 3 jako wodzirej i muzyk zespołu Classic